# Daniele Callegari
Daniele Callegari (Milano, 1960) è un direttore d'orchestra italiano.
La sua preparazione iniziò al Conservatorio di Milano, dove si diplomò in contrabbasso e percussioni.
A 22 anni entrò nell'orchestra della Scala di Milano e successivamente si diplomò come direttore d’orchestra.
Nel '93, a 33 anni, debuttò al Teatro Massimo di Palermo con l'opera Alice di Giampaolo Testoni, che in seguito divenne suo amico.
Dal 1998 al 2001 è nominato Principal Conductor al Wexford Opera Festival
Nel 2002 viene nominato Chief Conductor alla De Filharmonie (Royal Flemish Philharmonic, ora chiamato Antwerp Symphony Orchestra), incarico rinnovato fino al 2008.
É regolarmente invitato nei maggiori teatri e sale concertistiche del mondo.

## Discografia
La sua discografia comprende Alice di Testoni, I quatro rusteghi di Ermanno Wolf-Ferrari, Oberto Conte di San Bonifacio, Traviata, Trovatore, Ernani, Macbeth, i Lombardi alla prima crociata, Simon Boccanegra di Verdi, la Gioconda di Ponchielli, Elisir d’amore di Donizetti, Madama Butterfly di Puccini, Alessandro Stradella di Flotow, Stabat Mater di Pergolesi, Messa di gloria di Mascagni, Arie di Mozart con Mariella Devia, Ravel Orchestration-Royal Flemish Philharmonic, Debussy Preludes-Royal Flemish Philharmonic, Dangerous liaison-Brussels Jazz orchestra e Royal Flemish Philharmonic.